# Lake Rafa
Lake Rafa ist ein See beim Ort Magenta im australischen Bundesstaat Western Australia.
Der See ist einen Kilometer lang, 750 Meter breit und liegt auf 293 Metern über dem Meeresspiegel.